# Gustav Sjaastad
Gustav Adolf Sjaastad (* 6. April 1902 in Skogn, Nord-Trøndelag; † 7. Mai 1964) war ein norwegischer Rechtsanwalt und Politiker der Arbeiderpartiet, der ab 1933 Rechtsanwalt am Obersten Gerichtshof (Norges Høyesterett) und zwischen 1945 und 1954 Rechtsberater des Gewerkschaftsdachverbandes Landsorganisasjonen i Norge (LO). In der Regierung Torp war er von 1954 bis 1955 Justiz- und Polizeiminister sowie von 1955 bis 1959 Industrieminister in der dritten Regierung Gerhardsen. Anschließend wurde er Kreisgouverneur von Nord-Trøndelag. Außerdem war er von 1957 bis 1961 Mitglied des Storting und bekleidete darüber hinaus von 1959 bis zu seinem Tod 1964 das Amt als Gouverneur (Fylkesmann) der Provinz (Fylke) Nord-Trøndelag.

## Leben

### Rechtsanwalt und Wirtschaftsmanager
Gustav Adolf Sjaastad, Sohn des Bauern Olaf Herman Sjaastad (1869–1944) und Marta Fostad (1870–1933), begann nach dem Besuch des Kristelig Gymnasium in Oslo 1922 ein Studium der Rechtswissenschaften, das er 1926 als Cand. jur. beendete. Im Anschluss nahm er 1926 eine Tätigkeit als Rechtsanwalt (sakfører) in Namsos auf. Während dieser Zeit begann er sein politisches Engagement und war zwischen 1927 und 1931 Vorsitzender der Venstrelag („Linke Gruppe“) in Namsos und war zudem von 1927 bis 1934 Mitglied des Präsidiums (formannskap) von Namsos, das zweithöchste politische Organ in Gemeinden ohne parlamentarische Regierungsform, das aus einer Auswahl von mindestens fünf Mitgliedern des Gemeinderates (kommunestyre) besteht, darunter dem Bürgermeister und dem stellvertretenden Bürgermeister. Er erhielt 1933 seine Zulassung als Rechtsanwalt am Obersten Gerichtshof (Norges Høyesterett), woraufhin er zwischen 1935 und 1945 als Rechtsanwalt in Oslo tätig war.
Nach dem Ende des Zweiten Weltkrieges wurde Sjaastad 1945 Rechtsberater des Gewerkschaftsdachverbandes Landsorganisasjonen i Norge (LO) und übte diese Funktion bis 1954 aus. Daneben hatte er in der Nachkriegszeit verschiedene Funktionen in der Wirtschaft inne und war unter anderem zwischen 1946 und 1947 Vorsitzender des Ausschusses für die Reorganisation der Militärunternehmen sowie von 1946 bis 1954 Vorstandsmitglied des Aluminiumproduzenten A/S Norsk Hydro. Des Weiteren fungierte er zwischen 1947 und 1954 als Vorstandsvorsitzender des Sozialversicherungsfonds für Seeleute in der Außenwirtschaft (Trygdekassen for sjømenn i utenriksfart) sowie des der Arbeiterpartei gehörenden Verlages Tiden Norsk Forlag. Ferner war er von 1947 bis 1952 Vorsitzender des Preis- und Rationalisierungsausschusses (Pris- og rasjonaliseringskomiteen).

### Minister,Storting-Mitglied undFylkesmann

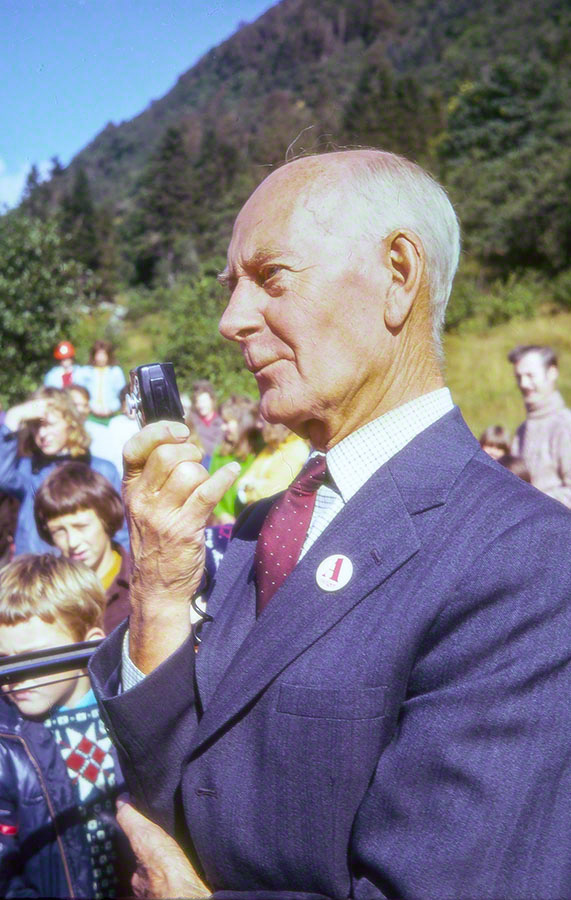
In der dritten Regierung von Ministerpräsident Einar Gerhardsen bekleidete Gustav Sjaastad von 1955 bis 1959 das Amt als Industrieminister.

In der Regierung Torp wurde er am 15. Juni 1954 Nachfolger von Kai Birger Knudsen als Justiz- und Polizeiminister (Statsråd, Justis- og politidepartementet) und bekleidete dieses Ministeramt bis zum 22. Januar 1955. In der darauf folgenden dritten Regierung Gerhardsen übernahm er am 22. Januar 1955 den Posten des Industrieministers (Statsråd, Industridepartementet) und hatte diesen bis zum 9. April 1959 inne, woraufhin Kjell Holler ihn ablöste. Bei der Parlamentswahl am 6. Oktober 1957 wurde er für die Arbeiterpartei zum Mitglied des Storting gewählt, dem er als Vertreter von Nord-Trøndelag zwischen dem 11. Januar 1958 und dem 30. September 1961 angehörte. Während seiner Amtszeit als Industrieminister übernahm sein Ersatzabgeordneter (Vararepresentant) Hans Mikal Solsem (11. Januar 1958 bis 9. April 1959) kommissarisch sein Mandat im Storting. Nach seinem Ausscheiden aus der Regierung nahm er sein Mandat im Storting wieder an und war während seiner Parlamentszugehörigkeit zwischen dem 14. April 1959 und dem 5. Mai 1960 erst Mitglied des Ausschusses für Schifffahrt und Fischerei (Sjøfarts- og fiskerikomité) sowie danach vom 5. Mai 1960 bis zum 30. September 1961 Mitglied des Justizausschusses (Justiskomité).
Zugleich übernahm Sjaastad nach seinem Ausscheiden aus der Regierung 1959 als Nachfolger von Asbjørn Lindboe das Amt als Gouverneur (Fylkesmann) der Provinz (Fylke) Nord-Trøndelag und bekleidete dieses bis zu seinem Tode am 7. Mai 1964, woraufhin Ole Bae seine dortige Nachfolge antrat. Daneben war er zwischen 1959 und 1964 Vorstandsvorsitzender des Nahverkehrsunternehmens Fylkesbilene und Mitglied des Aufsichtsrates der Handelsbank Forretningsbanken. Für seine Verdienste wurde er 1960 zum Kommandeur des schwedischen Nordstern-Ordens ernannt. Zuletzt war er zwischen 1960 und 1964 außerdem Mitglied des Geschäftskomitees von Nord-Trøndelag sowie Vorstandsmitglied von Mosjøen Veveri, zu der Zeit einer der größten Produzenten von Textil-Meterwaren Skandinaviens, der unter anderem Bibernylon produzierte.